# Studentenfutter

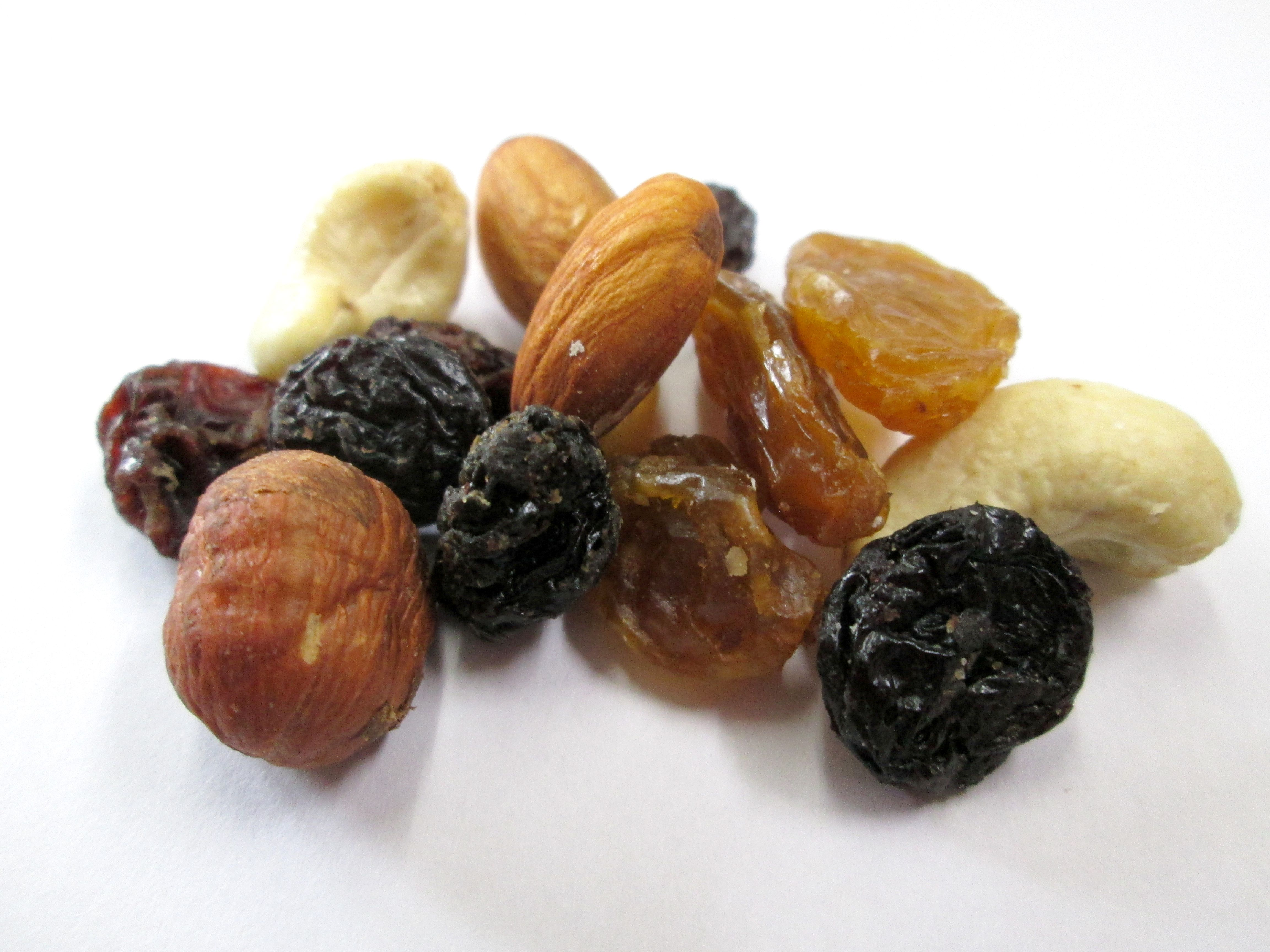
Studentenfutter

Studentenfutter (auch Studentenhaber von Haber, süddeutsch für Hafer, Pfaffenfutter, in der Schweiz auch Tutti Frutti) ist eine seit dem 17. Jahrhundert bekannte Bezeichnung für eine Mischung, die ursprünglich aus Rosinen und Mandeln bestand (amygdala cum uvis passis mixta). Später wurde auch anderes Trockenobst und andere ungesalzene Nüsse zugefügt, darunter Cashewkerne, Paranüsse, Walnüsse oder Haselnüsse, sowie Erdnüsse.
Diese „Schleckerey deutscher Gymnasiasten und Burschen“ war durch die Verwendung der damals verhältnismäßig teuren Mandeln eher für finanziell gut gestellte Personenkreise zugänglich, woher die Bezeichnung Studenten- oder Pfaffenfutter herrührt. In Studentenkreisen nahm man an, dass insbesondere die Mandeln gegen einen Alkoholrausch oder Kater wirksam seien.
Studentenfutter wurde auch als Arznei bei verschiedenen Erkrankungen verabreicht, bei denen eine Kräftigung vonnöten war. So ist auch unter der Bezeichnung Pfaffenfutter eine Zugabe von Gewürzen, kandierten Gewürzsamen und Süßholz beschrieben. Im scherzhaften, übertragenen Sinne bezeichnet Studentenfutter auch ein Bouquet an studentischen Utensilien, das eher weniger der Gesundheit dient, wie Bier und Tabak. In diesem Zusammenhang wird auch von Studentenconfect gesprochen.
In Frankreich kennt man die Variante der Quatre Mendiants mit einer ähnlichen Kombination aus Nüssen und Früchten. In den USA ist trail mix beliebt, der auch Erdnüsse und Schokolade enthält.